# Махаледжик (Драмско)
Махаледжик (на гръцки: Τιμόθεος, Тимотеос, до 1928 година Μαχαλετζίκ, Махаледзик) е бивше село в Република Гърция, разположено на територията на дем Драма в област Източна Македония и Тракия.

## География
Селото е разположено на 390 m надморска височина на река Чемерика (Ксиропотамос) в източните склонове на Боздаг, северно от град Драма.

## История

### В Османската империя
Името на селото е от махала с турска умалителна наставка -cik.
В началото на XX век Махаледжик е турско село в Драмска каза на Османската империя.

### В Гърция
През Балканската война селото е освободено от части на българската армия, но след Междусъюзническата война от 1913 година остава в пределите на Гърция. Турското му население по силата на Лозанския договор в 1923 година е изселено в Турция и на негово място са настанени 28 гръцки бежански семейства. В 1928 година селото е представено като изцяло бежанско с 20 бежански семейства и 95 жители общо. В същата година името на селото е променено на Тимотеос.
Селото е разсипано по време на Гражданската война в Гърция (1946 – 1949).
| Година    | 1913 | 1920 | 1928 | 1940 | 1951 | 1961 | 1971 | 1981 | 1991 | 2001 | 2011 | 2021 |
| --------- | ---- | ---- | ---- | ---- | ---- | ---- | ---- | ---- | ---- | ---- | ---- | ---- |
| Население | 493  | 94   | 29   | 60   |      |      |      |      |      |      |      |      |